# 1953 en architecture
| Années de l'architecture : 1950 - 1951 - 1952 - 1953 - 1954 - 1955 - 1956    |
| Décennies de l'architecture : 1920 - 1930 - 1940 - 1950 - 1960 - 1970 - 1980 |

Cet article présente les faits marquants de l'année 1953 en architecture.

## Réalisations
- Le Corbusier réalise le secrétariat et club nautique de Chandigarh.

## Récompenses
- x

## Naissances
- 12 mars : Michel Kagan († 27 décembre 2009).

## Décès
- 21 février : Max Sainsaulieu (° 17 juillet 1870).
- 15 septembre : Erich Mendelsohn (° 21 mars 1887).
- 31 mai : Vladimir Tatline (° 12 décembre 1885)